# Brzostowica (stacja kolejowa)
Brzostowica (biał. Бераставіца, ros. Берестовица) – stacja kolejowa w miejscowości Pograniczny, w rejonie brzostowickim, w obwodzie grodzieńskim, na Białorusi. Leży na linii Wołkowysk – Brzostowica i obecnie jest stacją krańcowa. Do 2010 linia prowadziła dalej do Polski. Brzostowica była wówczas ostatnią stacją przed granicą z Polską. Stacja istniała przed II wojną światową.
Nazwa pochodzi od dawnej (do 1978) nazwy Pograniczan – Brzostowica.